# Швајцарска на Европском првенству у атлетици у дворани 1973.
Швајцарска је учествовала на 4. Европском првенству у дворани 1973 одржаном у Ротердаму, Холандија, 10. и 11. марта. У свом четвртом учешћу на европским првенствима у дворани репрезентацију Швајцарске представљало је троје спортиста (2 миушкарца и 1 жена) који су се такмичили у 4 дисциплине (2 мушке и 2 женске).
На овом првенству Швајцарска није освојила ниједну медаљу, а три пута је оборен национални рекорд у трци на 60 м препоне у женској конкуренцији.
У табели успешности према броју и пласману такмичара који су учествовали у финалним такмичењима (првих 8 такмичара) Швајцарска је са два учесника у финалу и 9 бодова заузела 18 место  од 22 земље које су имале представнике у финалу, односно 24 жемље учеснице. Једино Данска и Исланд нису имали ниједног финалисту.
| Плас. | Земља      | 1. место | 2. место | 3. место | 4. место | 5. место | 6. место | 7. место | 8. место | Бр. финал. - Бод. |
| ----- | ---------- | -------- | -------- | -------- | -------- | -------- | -------- | -------- | -------- | ----------------- |
| 18.   | Швајцарска | −        | −        | −        | 1 − 5    | 1 − 4    | −        | −        | −        | 2 − 9             |

## Учесници
| Бр. | Дисциплина   | Мушкарци     | Жене          | Укупно |
| --- | ------------ | ------------ | ------------- | ------ |
| 1.  | 800 м        | Ролф Гизин   |               | 1      |
| 2.  | 3.000 м      | Вернер Мајер |               | 1      |
| 3.  | 60 м препоне |              | Мета Антенен  | 1      |
| 4.  | скок удаљ    |              | Мета Антенен* | 1* (2) |
|     | Укупно 4     | 1 /2)        | 2             | 3 (4)  |

- звездицом су означени такмичари који су учествовали у још некој од дисциплина.

## Резултати

### Мушкарци
| Атлетичар   | Дисциплина | Лични рекорд | Квалификације | Квалификације | Полуфинале | Полуфинале           | Финале               | Финале   | Детаљи |
| Атлетичар   | Дисциплина | Лични рекорд | Резултат      | Место         | Резултат   | Место                | Резултат             | Место    | Детаљи |
| ----------- | ---------- | ------------ | ------------- | ------------- | ---------- | -------------------- | -------------------- | -------- | ------ |
| Ролф Гизин  | 800        |              | 1:50,14       | 3. у гр. 3    |            | Није се квалификовао | Није се квалификовао | 10. / 18 |        |
| Бет Пфистер | 3.000 м    |              | 8:02,60       | 8. у гр. 1    | 12. / 21   | Није се квалификовао | Није се квалификовао |          |        |

### Жене
| Атлетичарка   | Дисциплина   | Лични рекорд | Квалификације | Квалификације | Полуфинале   | Полуфинале | Финале   | Финале  | Детаљи |
| Атлетичарка   | Дисциплина   | Лични рекорд | Резултат      | Место         | Резултат     | Место      | Резултат | Место   | Детаљи |
| ------------- | ------------ | ------------ | ------------- | ------------- | ------------ | ---------- | -------- | ------- | ------ |
| Мета Антенен  | 60 м препоне |              | 8,30КВ, НРд   | 2. у гр. 2    | 8,30 КВ, НРд | 2 у пф 2   | 8,27 НРд | 4. / 16 |        |
| Мета Антенен* | скок удљљ    | 6,42 НРд     |               |               |              |            | 6,08     | 5. / 7  |        |

## Биланс медаља Швајцарске после 4. Европског првенства у дворани 1970—1973.
|      | ЕП         |   |   |   |   | УП   |
| 1—2. | 1970—1971. | 0 | 8 | 0 | 0 | 0    |
| 3.   | 1972.      | 0 | 1 | 0 | 1 | = 10 |
| 4.   | 1973.      | 0 | 0 | 0 | 0 | = 18 |
| 1—4  | Укупно     | 0 | 1 | 0 | 1 | = 18 |

|                                        | Атлетичар                              | Земља                                  |                                        |                                        |                                        |                                        |
| Није било вишеструких освајача медаља. | Није било вишеструких освајача медаља. | Није било вишеструких освајача медаља. | Није било вишеструких освајача медаља. | Није било вишеструких освајача медаља. | Није било вишеструких освајача медаља. | Није било вишеструких освајача медаља. |
| -------------------------------------- | -------------------------------------- | -------------------------------------- | -------------------------------------- | -------------------------------------- | -------------------------------------- | -------------------------------------- |

## Освајачи медаља Швајцарске после 3. Европског првенства 1970—1973.
|    | Атлетичар/ка | м | ж | ЕП       | Дисциплина |   |   |   |   |
| -- | ------------ | - | - | -------- | ---------- | - | - | - | - |
| 1. | Мета Антенен |   | ж | 1972.    | скок удаљ  |   |   |   |   |
|    | Укупно       | 0 | 1 | 1970—72. |            | 0 | 1 | 0 | 1 |